# تفجير إسطنبول (يونيو 2016)
في يوم يوم الثلاثاء 7 يونيو 2016 قتل 11 شخصاً منهم 7 ضباط و4 مدنيين وقد أصيب 36 آخرين في تفجير استهدف حافلة للشرطة بوسط مدينة إسطنبول ووقع الهجوم، الذي نتج عن انفجار عبوة ناسفة عن طريق جهاز للتحكم عن بعد، أثناء مرور الحافلة بحي بايزيد المزدحم ساعة الذروة الصباحية.

## خلفية
سبق أن حدث تفجيرات مميتة في مدينة إسطنبول في شهر يناير ومارس 2016 وقد نفذت الانفجارات على يد تنظيم الدولة الإسلامية.وكانت تركيا في حالة التأهب القصوى بسبب التفجيرات المتكررة. وقد تم تنفيذ هجومين آخران في مدينة أنقرة في شهري فبراير ومارس المنصرمين وقد اسفر الهجومان عن مقتل العشرات من أعضاء تنظيم صقور حرية كردستان، والذي توصف بأنها "مجموعة منشقة جذريا من حزب العمال الكردستاني.

## التفجير

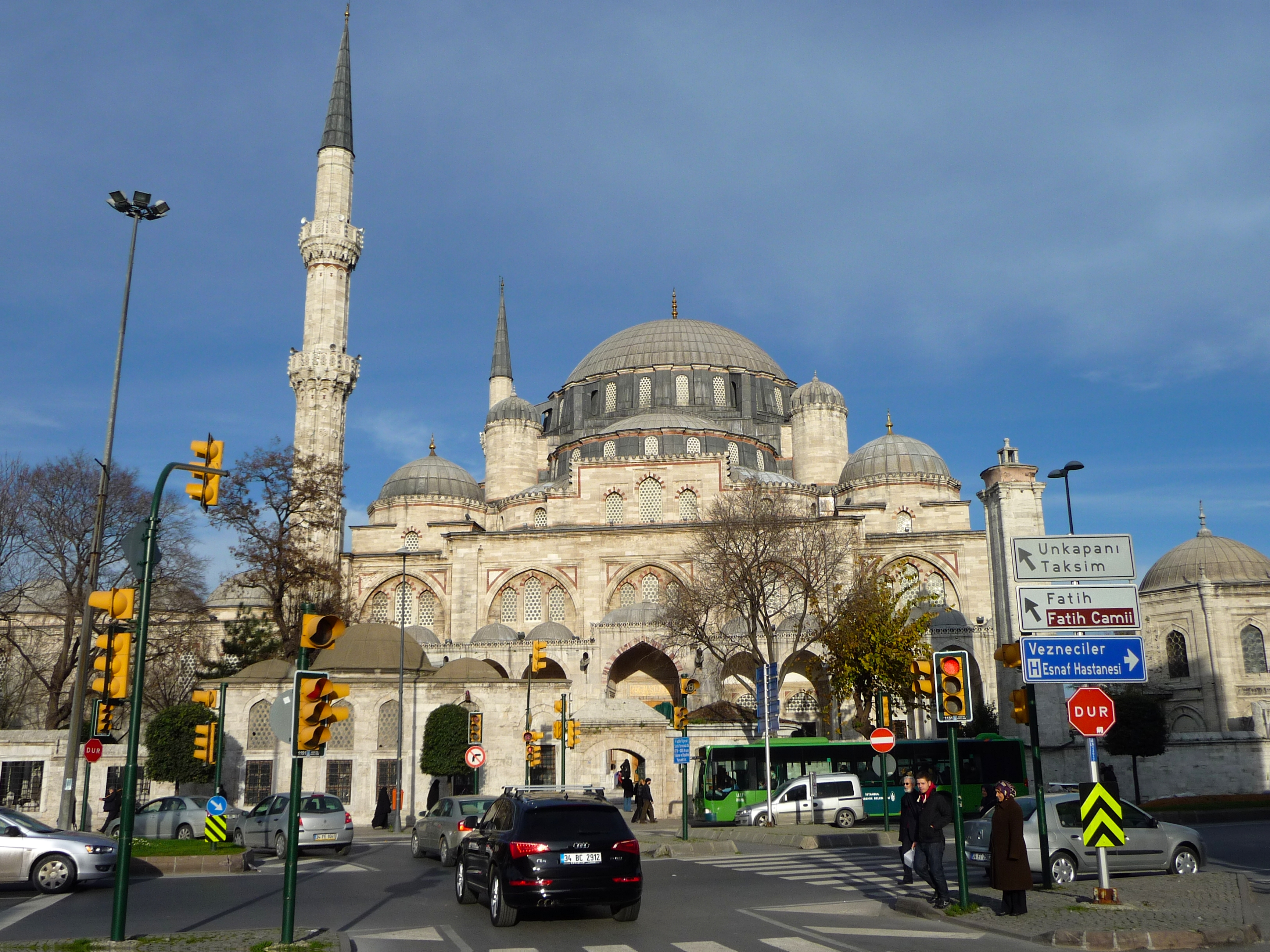
جامع شاه زاده كان قريب جدا من موقع الانفجار وبسبب قوة الانفجار تحطمت النوافذ.

## ردود الفعل

### المحلية
أكد الرئيس التركي رجب طيب أردوغان أن التفجير الذي وقع في وسط إسطنبول لا يمكن التسامح معه وقال أردوغان أثناء زيارته لبعض الجرحى إن «هذه الهجمات موجهة ضد أشخاص واجبهم القيام بحماية شعبنا» وأضاف «هذه أمور لا يمكن التجاوز عنها أو التسامح معها. سنواصل قتالنا ضد الإرهابيين بلا كلل حتى النهاية».

### الدولية
- مجلس التعاون الخليجي: أدان الأمين العام لمجلس التعاون لدول الخليج العربية الدكتور عبداللطيف بن راشد الزياني بشدة التفجير الإرهابي الذي وقع في مدينة إسطنبول التركية واستهدف سيارة شرطة مما أسفر عن استشهاد عدد من رجال الأمن وجرح مدنيين أبرياء.[4]
- الولايات المتحدة: أدان المتحدث باسم مجلس الأمن القومي الأمريكي مارك سترو، الهجوم الإرهابي الذي استهدف حافلة للشرطة وسط إسطنبول، والذي أسفر عن مقتل 11 شخصا وإصابة 36 آخرين.[5]
- السعودية: أدانت المملكة العربية السعودية الهجوم الإرهابي الذي استهدف مدينة إسطنبول، وأكدت وزارة الخارجية السعودية في بيان تضامن السعودية ووقوفها إلى جانب جمهورية تركيا في مواجهة الإرهاب بصوره وأشكاله كافة. وأعربت عن تعازي السعودية لأسر الضحايا وجمهورية تركيا حكومة وشعبا وتمنياتها للمصابين بالشفاء العاجل.[6]
- المملكة المتحدة: أدان وزير الخارجية البريطانى فيليب هاموند الذي وقع في مدينة إسطنبول التركية والذي خلف حتى الآن 11 قتيلا وعشرات المصابين.[7]
- اليمن: أدانت الجمهورية اليمنية التفجير الإرهابي الذي وقع في مدينة إسطنبول التركية واستهدف سيارة شرطة وأسفر عن استشهاد عدد من رجال الأمن وجرح مدنيين أبرياء.[8]
- فرنسا: أدان الرئيس الفرنسي فرانسوا هولاند تفجير إسطنبول الذي وقع صباح يوم الثلاثاء وتسبب في مقتل 11 شخصا وإصابة 36 آخرين إثر انفجار سيارة مفخخة باحد المناطق السياحية.[9]